# Санахт
Санахт (други имена-Небка и Хаба, в гръцки вариант Месокрис) е първият фараон от Трета династия на Древен Египет. Управлява в периода 2648 – 2630 пр.н.е. или 2686 – 2668 пр.н.е. Тъждеството на имената Санахт и Небка следва от сведенията от папирусът Уесткар, наричащ първият владетел от III династия с името Небка.
Премник на Санахта е неговия брат, знаменитият Джосер, считан за най-известния фараон от Старото царство.